# Gabriel Auphan
Gabriel Paul Auphan (Alès, 4 november 1894 - Versailles, 16 april 1982) was een Franse admiraal en tijdens het Vichy-regime kabinetschef van admiraal François Darlan en minister van Marine.  

## Vroegere carrière
Auphan was een student aan de École navale en in 1936 werd hij bevorderd tot capitaine de vaisseau. 
Hij bekleedde diverse posten in de kabinetten van de ministers Georges Leygues en François Pietri. In 1940 stond hij aan het hoofd van de burgerlijke scheepvaart. 

## Vichy regime
Na de nederlaag in de Slag om Frankrijk en de oprichting van het Vichy-regime werd Auphan benoemd tot chef-staf van de zeemacht en werd kabinetschef van de minister van Marine François Darlan. Auphan maakte deel uit van de anti-Duitse tendens in Vichy-Frankrijk. Na het aftreden van Darlan werd Auphan zelf minister van Marine. Na Operatie Toorts legde admiraal Jean de Laborde hem een plan voor om naar Noord-Afrika te varen en daar de geallieerden aan te vallen. Auphan ontsloeg daarop De Laborde.
Auphan gaf het bevel dat zou leiden tot het tot zinken brengen van de Franse vloot in Toulon om te voorkomen dat de Duitsers het in handen zou krijgen. Op 15 november 1942 probeerde hij admiraal De Laborde te overtuigen om met de vloot af te varen en naar de geallieerden te brengen; door de weigering van De Laborde werd Auphin gedwongen tot alternatieven van een staatsgreep of af te treden. Auphan trad op 18 november 1942 af. De vloot werd op 27 november tot zinken gebracht. In augustus 1944 had Philippe Pétain Auphan naar Charles de Gaulle gezonden om het volgende aan te bieden: Auphan zou Pétain opvolgen als staatshoofd van Vichy-Frankrijk, wat dan als de legitieme Franse regering moest worden erkend. Het voorstel werd afgewezen.

## Na de oorlog
Na de bevrijding in 1946 werd Auphan tijdens de Épuration légale bij verstek veroordeeld tot levenslange dwangarbeid, dégradation nationale en confiscatie van zijn bezit. Hij gaf zichzelf in 1955 aan en werd veroordeeld tot vijf jaar gevangenisstraf met proef en vijf jaar dégradation nationale.   

## Militaire loopbaan
- Adelborst (Aspirant): oktober 1911[1]
- Luitenant ter zee der 3de klasse (Enseigne de Vaisseau de 2ème classe): 5 oktober 1914[2][1]
- Luitenant ter zee der 2de klasse (Enseigne de Vaisseau de 1ère classe):: 26 april 1916[2]
- Luitenant ter zee der 1ste klasse (Lieutenant de Vaisseau): 6 juni 1919[2][1]
- Korvetkapitein (Capitaine de Corvette): 26 januari 1927[2]
- Fregatkapitein (Capitaine de Frégate): 7 april 1930[2]
- Kapitein-ter-zee (Capitaine de Vaisseau): 4 oktober[2] 1936[1]
- Schout-bij-nacht (Contre-amiral): 19 juni 1940[2]

## Onderscheidingen
- Ridder in de Legioen van Eer[1]
- Croix de guerre 1914-1918[1][2]
- Ridder in de Orde van de Academische Palmen[1][2]
- Ridder in de Maritieme Orde van Verdienste[2]
- Herinneringsmedaille aan Syrië en Cilicië met gesp "LEVANT"[2]
- Commandeur in de Orde van de Draak van Annam[2]
- Commandeur in de Orde van Sharifian Alawaidis[2]
- Commandeur in de Orde van Sint-Sava[2]